# Dique Chico
Dique Chico es una localidad situada en el departamento Santa María, provincia de Córdoba, Argentina.
Se encuentra en la margen izquierda del río Anisacate, aguas abajo de la localidad de Anisacate, ubicada sobre la ruta provincial N.º 5. Se accede por camino consolidado de unos 4 km desde dicha localidad. Dista 14 km de la cabecera departamental Alta Gracia y 50 km de la Ciudad de Córdoba.
Se encuentra organizada políticamente como Comuna, desde el año 1990.
La principal actividad económica de la comuna es el turismo, por albergar una colonia de vacaciones para magistrados.

## Población
Cuenta con 485 habitantes (Indec, 2022), lo que representa un incremento del 65 % frente a los 167 habitantes (Indec, 2010) del censo anterior.
El censo provincial de población 2008, que incluye todo el ejido comunal, registró 281 pobladores, un 279,73 % más que en el anterior censo provincial de 1996, cuando tenía 74 moradores, con lo cual constituye una de las localidades que ha crecido a un ritmo más sostenido (23,31% anual).
| Gráfica de evolución demográfica de Dique Chico entre 1991 y 2022 |
|                                                                   |
| Fuente: censos nacionales del INDEC                               |

En la actualidad algunas familias que poblaban el lugar han debido mudarse a otras localidades por los riesgos y daños ocasionados en su salud a consecuencia de fumigaciones en campos aledaños al pueblito. La resolución comunal que limita las fumigaciones se encuentra suspendida por la justicia que no protege a los pobladores.

## Sismicidad
La sismicidad de la región de Córdoba es frecuente y de intensidad baja, y un silencio sísmico de terremotos medios a graves cada 30 años en áreas aleatorias. Sus últimas expresiones se produjeron:
- 22 de septiembre de 1908 (116 años), a las 17.00 UTC-3, con 6,5 Richter, escala de Mercalli VII; ubicación 30°30′0″S 64°30′0″O / -30.50000, -64.50000; profundidad: 100 km; produjo daños en Deán Funes, Cruz del Eje y Soto, provincia de Córdoba, y en el sur de las provincias de Santiago del Estero, La Rioja y Catamarca[4]

- 16 de enero de 1947 (78 años), a las 2.37 UTC-3, con una magnitud aproximadamente de 5,5 en la escala de Richter (terremoto de Córdoba de 1947)[3]

- 28 de marzo de 1955 (70 años), a las 6.20 UTC-3 con 6,9 Richter: además de la gravedad física del fenómeno se unió el desconocimiento absoluto de la población a estos eventos recurrentes (terremoto de Villa Giardino de 1955)

- 7 de septiembre de 2004 (20 años), a las 8.53 UTC-3 con 4,1 Richter

- 25 de diciembre de 2009 (15 años), a las 21.42 UTC-3 con 4,0 Richter